# Copa del Mundo de ciclismo en pista de 2007-2008
La Copa del Mundo de ciclismo en pista de 2007-2008 fue la 16.ª edición de la Copa del Mundo de ciclismo en pista. Se celebró del 30 de noviembre de 2007 al 16 de febrero de 2008 con la disputa de cuatro pruebas.

## Pruebas
| Fecha                     | Lugar       |
| ------------------------- | ----------- |
| 30-2 de diciembre de 2007 | Sídney      |
| 7-9 de diciembre de 2007  | Pequín      |
| 18-20 de enero de 2008    | Los Ángeles |
| 15-17 de febrero de 2008  | Copenhague  |

## Resultados

### Masculinos
| Evento                  | Ganador                                                   | Segundo                                                         | Tercero                                                                |
| Sídney                  | Sídney                                                    | Sídney                                                          | Sídney                                                                 |
| ----------------------- | --------------------------------------------------------- | --------------------------------------------------------------- | ---------------------------------------------------------------------- |
| Keirin                  | Chris Hoy                                                 | Ross Edgar                                                      | Theo Bos                                                               |
| Km. contrarreloj        | Michaël D'Almeida                                         | Hao Li Wen                                                      | Yevgen Bolirukh                                                        |
| Velocidad               | Mickaël Bourgain                                          | Kévin Sireau                                                    | Chris Hoy                                                              |
| Velocidad por equipos   | Team Toshiba Ryan Bayley Shane Kelly Daniel Ellis         | www.radnet.de Robert Förstemann Matthias John Stefan Nimke      | Cofidis Didier Henriette Kévin Sireau Arnaud Tournant                  |
| Persecución             | Volodymyr Dyudya                                          | Phillip Thuaux                                                  | Aleksandr Serov                                                        |
| Persecución por equipos | Edward Clancy Steve Cummings Chris Newton Bradley Wiggins | Sam Bewley Westley Gough Marc Ryan Jesse Sergent                | Team Toshiba Peter Dawson Zakkari Dempster Jack Bobridge Mark Jamieson |
| Puntuación              | Gregory Henderson                                         | Toni Tauler                                                     | Cameron Meyer                                                          |
| Scratch                 | Roger Kluge                                               | Zachary Bell                                                    | Milan Kadlec                                                           |
| Madison                 | Peter Schep Jens Mouris                                   | Joan Llaneras Carles Torrent                                    | Michael Mørkøv Alex Rasmussen                                          |
| Pequín                  |                                                           |                                                                 |                                                                        |
| Keirin                  | Chris Hoy                                                 | Arnaud Tournant                                                 | Teun Mulder                                                            |
| Km. contrarreloj        | François Pervis                                           | Yevgen Bolirukh                                                 | Hao Li Wen                                                             |
| Velocidad               | Theo Bos                                                  | Mickaël Bourgain                                                | Stefan Nimke                                                           |
| Velocidad por equipos   | Theo Bos Teun Mulder Tim Veldt                            | Grégory Baugé François Pervis Arnaud Tournant                   | Chris Hoy Craig McLean Jason Queally                                   |
| Persecución             | Bradley Wiggins                                           | Volodymyr Dyudya                                                | Aleksandr Serov                                                        |
| Persecución per equipos | Edward Clancy Steve Cummings Geraint Thomas Paul Manning  | Sam Bewley Westley Gough Marc Ryan Timothy Gudsell              | Levi Heimans Jenning Huizenga Jens Mouris Peter Schep                  |
| Puntuación              | Joan Llaneras                                             | Chris Newton                                                    | Cameron Meyer                                                          |
| Scratch                 | Michael Friedman                                          | Walter Pérez                                                    | Tim Mertens                                                            |
| Madison                 | Jérôme Neuville Christophe Riblon                         | T-Mobile Track Team Mark Cavendish Bradley Wiggins              | Lyubomyr Polatayko Volodímir Ribin                                     |
| Los Ángeles             |                                                           |                                                                 |                                                                        |
| Keirin                  | Arnaud Tournant                                           | Christos Volikakis                                              | Ryan Bayley                                                            |
| Km. contrarreloj        | Scott Sunderland                                          | Yevgen Bolirukh                                                 | Hao Li Wen                                                             |
| Velocidad               | Roberto Chiappa                                           | Kévin Sireau                                                    | Teun Mulder                                                            |
| Velocidad por equipos   | Cofidis Didier Henriette Kévin Sireau Arnaud Tournant     | Grégory Baugé Mickaël Bourgain François Pervis                  | Mark French Ben Kersten Jason Niblett                                  |
| Persecución             | Taylor Phinney                                            | Jenning Huizenga                                                | Sergi Escobar                                                          |
| Persecución por equipos | Jack Bobridge Bradley McGee Peter Dawson Mark Jamieson    | Casper Jørgensen Alex Rasmussen Michael Mørkøv Jens-Erik Madsen | Lyubomyr Polatayko Vitali Schedov Vitali Popkov Maxim Polischuk        |
| Puntuación              | Cameron Meyer                                             | Rafał Ratajczyk                                                 | Chris Newton                                                           |
| Scratch                 | Kam Po Wong                                               | Vasil Kirienka                                                  | Wim Stroetinga                                                         |
| Madison                 | Kenny De Ketele Tim Mertens                               | Michael Mørkøv Alex Rasmussen                                   | Roger Kluge Olaf Pollack                                               |
| Copenhague              |                                                           |                                                                 |                                                                        |
| Keirin                  | Chris Hoy                                                 | Ricardo Lynch                                                   | Arnaud Tournant                                                        |
| Km. contrarreloj        | François Pervis                                           | Yevgen Bolirukh                                                 | Hao Li Wen                                                             |
| Velocidad               | Kévin Sireau                                              | Chris Hoy                                                       | Andriy Vynokourov                                                      |
| Velocidad por equipos   | Grégory Baugé Kévin Sireau François Pervis                | Theo Bos Teun Mulder Tim Veldt                                  | Cofidis Didier Henriette Mickaël Bourgain Arnaud Tournant              |
| Persecución             | Sergi Escobar                                             | Aleksei Markov                                                  | Luke Roberts                                                           |
| Persecución por equipos | Edward Clancy Steven Burke Geraint Thomas Paul Manning    | Casper Jørgensen Alex Rasmussen Michael Mørkøv Jens-Erik Madsen | Matthew Goss Cameron Meyer Travis Meyer Luke Roberts                   |
| Puntuación              | Pim Ligthart                                              | Rafał Ratajczyk                                                 | Chris Newton                                                           |
| Scratch                 | Wim Stroetinga                                            | Andreas Müller                                                  | Juan Esteban Arango                                                    |
| Madison                 | Michael Mørkøv Alex Rasmussen                             | Bobby Lea Colby Pearce                                          | Peter Schep Wim Stroetinga                                             |

### Femeninos
| Evento                  | Ganadora                                                 | Segunda                                                | Tercera                                            |
| Sídney                  | Sídney                                                   | Sídney                                                 | Sídney                                             |
| ----------------------- | -------------------------------------------------------- | ------------------------------------------------------ | -------------------------------------------------- |
| Keirin                  | Victoria Pendleton                                       | Jennie Reed                                            | Natallia Tsylinskaya                               |
| 500 m. contrarreloj     | Anna Meares                                              | Lisandra Guerra                                        | Willy Kanis                                        |
| Velocidad               | Willy Kanis                                              | Anna Meares                                            | Natallia Tsylinskaya                               |
| Velocidad por equipos   | Yvonne Hijgenaar Willy Kanis                             | Kaarle McCulloch Kerrie Meares                         | Sandie Clair Virginie Cueff                        |
| Persecución             | Katie Mactier                                            | Vilija Sereikaitė                                      | Karin Thürig                                       |
| Persecución por equipos | Ievguénia Romaniuta Olga Slyusareva Anastassia Txulkova  | Belinda Goss Katie Mactier Josephine Tomic             | Svitlana Galyuk Léssia Kalitovska Lyubov Shulika   |
| Puntuación              | Giorgia Bronzini                                         | Li Yan                                                 | Jarmila Machačová                                  |
| Scratch                 | Yumari González                                          | Annalisa Cucinotta                                     | Anastassia Tchulkova                               |
| Pequín                  |                                                          |                                                        |                                                    |
| Keirin                  | Willy Kanis                                              | Christin Muche                                         | Natallia Tsylinskaya                               |
| 500 m. contrarreloj     | Lisandra Guerra                                          | Simona Krupeckaitė                                     | Natallia Tsylinskaya                               |
| Velocidad               | Natallia Tsylinskaya                                     | Victoria Pendleton                                     | Clara Sanchez                                      |
| Velocidad por equipos   | Yvonne Hijgenaar Willy Kanis                             | Sandie Clair Clara Sanchez                             | Guo Shuang Zheng Lulu                              |
| Persecución             | Katie Mactier                                            | Rebecca Romero                                         | Sarah Hammer                                       |
| Persecución por equipos | Svitlana Galyuk Léssia Kalitovska Lyubov Shulika         | Ievgenia Romaniuta Olga Slyusareva Anastasia Tchulkova | Yoanka González Yudelmis Domínguez Yumari González |
| Puntuación              | Marianne Vos                                             | Yoanka González                                        | Katherine Bates                                    |
| Scratch                 | Marianne Vos                                             | Belinda Goss                                           | Yumari González                                    |
| Los Ángeles             |                                                          |                                                        |                                                    |
| Keirin                  | Jennie Reed                                              | Willy Kanis                                            | Gong Jinjie                                        |
| 500 m. contrarreloj     | Lisandra Guerra                                          | Willy Kanis                                            | Simona Krupeckaitė                                 |
| Velocidad               | Natallia Tsylinskaya                                     | Jennie Reed                                            | Willy Kanis                                        |
| Velocidad por equipos   | Yvonne Hijgenaar Willy Kanis                             | Sandie Clair Virginie Cueff                            | Kaarle McCulloch Kerrie Meares                     |
| Persecución             | Léssia Kalitovska                                        | María Luisa Calle                                      | Sarah Hammer                                       |
| Persecución por equipos | Svitlana Galyuk Léssia Kalitovska Yelyzaveta Bochkaryova | Ievgenia Romaniuta Olga Slyusareva Elena Tchalykh      | Kristin Armstrong Lauren Franges Christen King     |
| Puntuación              | Jarmila Machačová                                        | Lee Min-hye                                            | Li Yan                                             |
| Scratch                 | Charlotte Becker                                         | Ievguénia Romaniuta                                    | Elena Tchalykh                                     |
| Copenhague              |                                                          |                                                        |                                                    |
| Keirin                  | Willy Kanis                                              | Jennie Reed                                            | Dana Glöss                                         |
| 500 m. contrarreloj     | Gong Jinjie                                              | Sandie Clair                                           | Miriam Welte                                       |
| Velocidad               | Willy Kanis                                              | Victoria Pendleton                                     | Guo Shuang                                         |
| Velocidad por equipos   | Scienceinsport.com Victoria Pendleton Shanaze Reade      | Yvonne Hijgenaar Willy Kanis                           | Sandie Clair Clara Sanchez                         |
| Persecución             | Rebecca Romero                                           | Vilija Sereikaitė                                      | Sarah Hammer                                       |
| Persecución por equipos | Verena Jooß Elke Gebhardt Alexandra Sontheimer           | Yvonne Hijgenaar Eleonora van Dijk Marlijn Binnendijk  | Svitlana Galyuk Lyudmyla Vypyraylo Lyubov Shulika  |
| Puntuación              | Wong Wan Yiu                                             | Trine Schmidt                                          | Theresa Cliff-Ryan                                 |
| Scratch                 | Marianne Vos                                             | Jarmila Machačová                                      | Anastassia Txulkova                                |

## Clasificaciones

### Países
| Rang | País/Equip         | Sídney | Pequín | Los Ángeles | Copenhague | Total |
| ---- | ------------------ | ------ | ------ | ----------- | ---------- | ----- |
| 1    | Países Bajos       | 78     | 87     | 108         | 107        | 380   |
| 2    | Francia            | 66     | 81     | 56          | 70         | 273   |
| 3    | Rusia              | 52     | 54     | 52          | 54         | 212   |
| 4    | Reino Unido        | 58     | 58     | 11          | 77         | 204   |
| 5    | Australia          | 68     | 38     | 62          | 19         | 187   |
| 6    | Ucrania            | 43     | 46     | 51          | 42         | 182   |
| 7    | Alemania           | 27     | 38     | 58          | 55         | 178   |
| 8    | Cofidis            | 38     | 30     | 36          | 68         | 143   |
| 9    | Team Toshiba       | 56     | 36     | 37          | 0          | 129   |
| 10   | Scienceinsport.com | 33     | 30     | 0           | 57         | 120   |

### Masculinos
| Pos. | Ciclista        | Syd | Peq | LAn | Cop | Pts |
| 1.   | Chris Hoy       | 12  | 12  | -   | 12  | 36  |
| 2.   | Arnaud Tournant | -   | 10  | 12  | 8   | 30  |
| 3.   | Roberto Chiappa | 6   | -   | 5   | 4   | 15  |
| -.   | Ryan Bayley     | -   | 7   | 8   | -   | 15  |
| -.   | Teun Mulder     | -   | 8   | 7   | -   | 15  |

| Pos. | Ciclista             | Syd | Peq | LAn | Cop | Pts |
| 1.   | Yevgen Bolirukh      | 8   | 10  | 10  | 10  | 38  |
| 2.   | Hao Li Wen           | 10  | 8   | 8   | 8   | 34  |
| 3.   | François Pervis      | -   | 12  | -   | 12  | 24  |
| 4.   | Tomáš Bábek          | 4   | 5   | 6   | 5   | 20  |
| 5.   | Michael Seidenbecher | 7   | 6   | -   | -   | 13  |

| Pos. | Ciclista         | Syd | Peq | LAn | Cop | Pts |
| 1.   | Kévin Sireau     | 10  | 7   | 10  | 12  | 39  |
| 2.   | Mickaël Bourgain | 12  | 10  | 6   | 7   | 35  |
| 3.   | } Chris Hoy      | 8   | 6   | -   | 10  | 24  |
| 4.   | Grégory Baugé    | 7   | 2   | 7   | -   | 16  |
| 5.   | Theo Bos         | -   | 12  | -   | -   | 12  |
| -.   | Roberto Chiappa  | -   | -   | 12  | -   | 12  |

| Pos. | Ciclista         | Syd | Peq | LAn | Cop | Pts |
| 1.   | Volodymyr Dyudya | 12  | 10  | -   | -   | 22  |
| -.   | Taylor Phinney   | 2   | 7   | 12  | 1   | 22  |
| 3.   | Sergi Escobar    | -   | -   | 8   | 12  | 20  |
| -.   | Jenning Huizenga | -   | 5   | 10  | 5   | 20  |
| 5.   | Phillip Thuaux   | 10  | 2   | 5   | -   | 17  |

| Pos. | Equip        | Syd | Peq | LAn | Cop | Pts |
| 1.   | Francia      | 4   | 10  | 10  | 12  | 36  |
| 2.   | Cofidis      | 8   | 6   | 12  | 8   | 34  |
| 3.   | Países Bajos | 6   | 12  | -   | 10  | 28  |
| 4.   | Team Toshiba | 12  | 7   | 7   | -   | 26  |
| 5.   | Australia    | 5   | 4   | 8   | -   | 17  |

| Pos. | Equip         | Syd | Peq | LAn | Cop | Pts |
| 1.   | Reino Unido   | 12  | 12  | -   | 12  | 36  |
| 2.   | Dinamarca     | 4   | 7   | 10  | 10  | 31  |
| 3.   | Países Bajos  | 7   | 8   | 7   | 7   | 29  |
| 4.   | Australia     | 3   | 2   | 12  | 8   | 25  |
| 5.   | Nueva Zelanda | 10  | 10  | 1   | -   | 21  |

| Pos. | Ciclista            | Syd | Peq | LAn | Cop | Pts |
| 1.   | Roger Kluge         | 12  | 4   | 6   | 2   | 24  |
| 2.   | Wim Stroetinga      | -   | -   | 8   | 12  | 20  |
| 3.   | Walter Pérez        | 5   | 10  | -   | -   | 15  |
| 4.   | Juan Esteban Arango | -   | -   | 5   | 8   | 13  |
| 5.   | Michael Friedman    | -   | 12  | -   | -   | 12  |
| -.   | Wong Kam Po         | -   | -   | 12  | -   | 12  |

| Pos. | Ciclista       | Syd | Peq | LAn | Cop | Pts |
| 1.   | Dinamarca      | 8   | 3   | 10  | 12  | 33  |
| 2.   | Bélgica        | 5   | 4   | 12  | 6   | 27  |
| -.   | Países Bajos   | 12  | -   | 7   | 8   | 27  |
| 4.   | España         | 10  | 6   | 1   | -   | 17  |
| 5.   | Estados Unidos | -   | 5   | -   | 10  | 15  |

#### Puntuación
| Pos. | Ciclista          | Syd | Peq | LAn | Cop | Pts |
| 1.   | Chris Newton      | 5   | 10  | 8   | 8   | 31  |
| 2.   | Cameron Meyer     | 8   | 8   | 12  | -   | 28  |
| 3.   | Rafał Ratajczyk   | 7   | -   | 10  | 10  | 27  |
| 4.   | Gregory Henderson | 12  | 1   | 7   | -   | 20  |
| 5.   | Pim Ligthart      | -   | -   | 6   | 12  | 18  |

### Femeninos
| Pos. | Ciclista             | Syd | Peq | LAn | Cop | Pts |
| 1.   | Willy Kanis          | 4   | 12  | 10  | 12  | 38  |
| 2.   | Jennie Reed          | 10  | -   | 12  | 10  | 32  |
| 3.   | Victoria Pendleton   | 12  | 5   | -   | 6   | 23  |
| 4.   | Simona Krupeckaitė   | 7   | 6   | 4   | -   | 17  |
| 5.   | Natallia Tsylinskaya | 8   | 8   | -   | -   | 16  |

| Pos. | Ciclista           | Syd | Peq | LAn | Cop | Pts |
| 1.   | Lisandra Guerra    | 10  | 12  | 12  | -   | 34  |
| 2.   | Simona Krupeckaitė | 7   | 10  | 8   | -   | 25  |
| 3.   | Gong Jinjie        | 5   | -   | 7   | 12  | 24  |
| 4.   | Willy Kanis        | 8   | -   | 10  | -   | 18  |
| 5.   | Sandie Clair       | -   | 7   | -   | 10  | 17  |

| Pos. | Ciclista             | Syd | Peq | LAn | Cop | Pts |
| 1.   | Willy Kanis          | 12  | 5   | 8   | 12  | 37  |
| 2.   | Natallia Tsylinskaya | 8   | 12  | 12  | -   | 32  |
| 3.   | Clara Sanchez        | 6   | 8   | 7   | 6   | 27  |
| 4.   | Jennie Reed          | 5   | 4   | 10  | 7   | 26  |
| 5.   | Victoria Pendleton   | 3   | 10  | -   | 10  | 23  |

| Pos. | Ciclista          | Syd | Peq | LAn | Cop | Pts |
| 1.   | Vilija Sereikaitė | 10  | 6   | 5   | 10  | 31  |
| 2.   | Sarah Hammer      | 6   | 8   | 8   | 8   | 30  |
| 3.   | Rebecca Romero    | 3   | 10  | -   | 12  | 25  |
| 4.   | Katie Mactier     | 12  | 12  | -   | -   | 24  |
| 5.   | Karin Thürig      | 8   | 7   | 1   | 2   | 18  |

| Pos. | Equip        | Syd | Peq | LAn | Cop | Pts |
| 1.   | Países Bajos | 12  | 12  | 12  | 10  | 46  |
| 2.   | Francia      | 8   | 10  | 10  | 8   | 36  |
| 3.   | Alemania     | 7   | 4   | 7   | 5   | 23  |
| -.   | Italia       | 6   | 7   | 6   | 4   | 23  |
| 5.   | Australia    | 10  | -   | 8   | -   | 18  |

| Pos. | Equip    | Syd | Peq | LAn | Cop | Pts |
| 1.   | Ucrania  | 8   | 12  | 12  | 8   | 40  |
| 2.   | Rusia    | 12  | 10  | 10  | 5   | 37  |
| 3.   | Alemania | -   | -   | 7   | 12  | 19  |
| 4.   | Cuba     | 6   | 8   | 3   | -   | 17  |
| 5.   | Italia   | 5   | 7   | 4   | -   | 16  |

| Pos. | Ciclista           | Syd | Peq | LAn | Cop | Pts |
| 1.   | Yumari González    | 12  | 8   | 5   | -   | 25  |
| 2.   | Marianne Vos       | -   | 12  | -   | 12  | 24  |
| 3.   | Rebecca Quinn      | 5   | 6   | 3   | 5   | 19  |
| 4.   | Ievgenia Romaniuta | 7   | -   | 10  | -   | 17  |
| 5.   | Belinda Goss       | 6   | 10  | -   | -   | 16  |

| Pos. | Ciclista          | Syd | Peq | LAn | Cop | Pts |
| 1.   | Li Yan            | 10  | -   | 10  | 3   | 23  |
| 2.   | Jarmila Machačová | 8   | -   | 12  | -   | 20  |
| 3.   | Rebecca Quinn     | 7   | 6   | 4   | 1   | 18  |
| 4.   | Marianne Vos      | -   | 12  | 5   | -   | 17  |
| 5.   | Katherine Bates   | -   | 8   | 7   | -   | 15  |